# سون سیسترز، نیث پورت تالبوت
سون سیسترز (به انگلیسی: Seven Sisters) یک منطقهٔ مسکونی در بریتانیا است که در نیث پورت تالبوت واقع شده‌است. سون سیسترز ۲٬۱۲۳ نفر جمعیت دارد.